# Cawas (plaats)
Cawas is een bestuurslaag in het regentschap Klaten van de provincie Midden-Java, Indonesië. Cawas telt 4319 inwoners (volkstelling 2010).